# العملات المحافظة في يهودا الرومانية
سُكت العملة المعدنية لليهودية الرومانية من قِبل حكام ووكلاء المقاطعة بين عامي 6 و66 بعد الميلاد في فئة واحدة وحجم واحد فقط، وهو البروتاه البرونزي. سُكت جميع العملات المعدنية في القدس.
يعكس تصميم هذه العملات مراعاة للحساسيات الدينية اليهودية. وربما بالتعاون مع القيادة اليهودية في القدس، وانحرفت عن العملات الرومانية التقليدية التي تحمل صورة الإمبراطور. عرضت بدلاً من ذلك، رموزًا مثل شجرة النخيل وسنابل الحبوب، تُذكرنا بتصميمات الحشمونائيم والهيروديين السابقة. ومن الاستثناءات الجديرة بالذكر عملة بيلاطس البنطي، التي تضمنت عناصر عبادة رومانية على أحد وجهيها، بينما احتفظ الوجه الآخر بصور يهودية.
تداولت هذه العملات بشكل رئيسي في يهودا، عُثر عليها خارج نطاقها المخصص لها، بما في ذلك شرق الأردن وسوريا. توقف سكها عام 59 ميلادي، لكن العملات ظلت قيد الاستخدام حتى نهاية الحرب اليهودية الرومانية الأولى عام 70 ميلادي.

## إصدارت
يُحقق الإسناد إلى حكام محددين من خلال المقارنة المتبادلة بين سنة حكم الإمبراطور الحاكم على العملات المعدنية (النقش اليوناني) والسجلات التاريخية، وخاصة كتابات يوسيفوس، لإنشاء التسلسل الزمني للحاكم.
لم يصدر جميع الوكلاء عملات معدنية. أولئك الذين فعلوا ذلك هم كوبونيوس، ماركوس أمبيفولوس، فاليريوس جراتوس، بيلاطس البنطي، أنطونيوس فيليكس، وبورسيوس فيستوس، أصدروا فيما بينهم ما مجموعه 19 عملة معدنية مختلفة. لم يصدر الوكلاء الثلاثة الأخيرون لوتشيوس ألبينوس، جيسيوس فلوروس، وماركوس أنطونيوس جوليانوس أي عملات معدنية حيث كانت أنباء الحرب اليهودية الرومانية الأولى في الهواء وبدأ قادة الثورة في إصدار عملاتهم المعدنية الخاصة.

### كوبونيوس

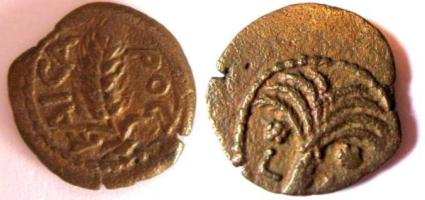
عملة كوبونيوس

كوبونيوس أول حاكم روماني على يهودا، عُين عام 6 ميلادي عندما عُزل هيرودس أرخيلاوس، ابن هيرودس الكبير، ونُفي إلى بلاد الغال على يد أغسطس. صور كوبونيوس شجرة نخيل تحمل عنقودين من التمر على عملاته،والتي لم تظهر سابقًا إلا على عملات نادرة للغاية لهيرودس أنتيباس. استُخدم تصميم شجرة النخلة لاحقًا لتمثيل يهودا على العملات التي أصدرها اليهود خلال الثورتين الأولى والثانية، بالإضافة إلى القطع الرومانية المتعلقة باليهودية التي صدرت لاحقًا.
يُظهر وجه عملات كوبونيوس سنبلة شعير. رُسمت أشجار النخيل والشعير مراعاةً للمعتقد اليهودي الذي يمنع تصوير كائنات حية، وخاصةً البشر، على عملاتهم؛ ولذلك، لا توجد صورة للإمبراطور أغسطس على هذه العملات. ومع ذلك، تُشير النقوش على العملات بوضوح إلى أن يهودا كانت تحت سيطرة الإمبراطورية الرومانية؛ لذلك، فإن الحروف اليونانية المحيطة بالشعير تقول: [Kaisa-ros] ["قيصر"] مع التاريخ، أيضًا بأحرف يونانية، تحت الكف.

### ماركوس أمبيفولوس
ماركوس أمبيفولوس حاكمًا على يهودا من عام 9 إلى 12 ميلاديًا. أصدر عملة معدنية لكل سنة من سنوات حكمه الثلاث. وكما هو الحال مع عملات كوبونيوس، صورت نخلة تحمل عنقودين من التمر وسنبلة شعير على عملات أمبيفولوس.

### فاليريوس جراتوس

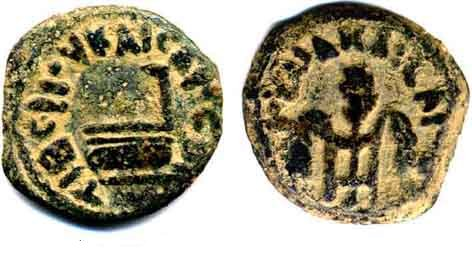
عملة بيلاطس البنطي من عام 29 ميلاديًا تصور سيمبولومًا رومانيًا وسنابل شعير

كان فاليريوس غراتوس حاكمًا على يهودا في عهد الإمبراطور تيبيريوس. أصدر غراتوس عدة أنواع مختلفة من العملات المعدنية في سنوات عديدة. تضمنت الرموز المرسومة على عملاته أغصان النخيل، الزنابق، قرنبيط القرن، أوراق العنب، والجرار. أظهرت عملاته لقب قيصر داخل إكليل، اسم الإمبراطور "TIB" أو والدته، جوليا (IOYLIA)، وسنة حكمه فوق قرنين من القرن.

### بيلاطس البنطي
العملات البرونزية (أو "بروتا") التي أصدرها بيلاطس البنطي بين عامي 26 و36 ميلاديًا لها أهمية خاصة لدى المسيحيين واليهود بسبب ارتباطه بيسوع المسيح ومشاركته في التاريخ اليهودي. يبدو أن دليل عملاته ونقش بيلاطس الموجود في قيصرية يكشف أن بيلاطس البنطي بصفته واليًا كان عازمًا على الترويج لشكل من أشكال الدين الروماني في يهودا بغض النظر عما إذا كان هذا مسيئًا لليهود أم لا. على عكس عملات أسلافه، تصور العملات التي أصدرها بيلاطس رمزية رومانية مرتبطة بالعبادة الإمبراطورية مثل سيمبولوم وليتوس. ومع ذلك، قيل إنه إذا كان بيلاطس يحاول عمدًا الإساءة إلى اليهود، لكان قد وضع رأس الإمبراطور على وجه عملته. وبدلاً من ذلك، صور ثلاثة سنابل شعير. وأظهر نوع ثالث أغصان نخيل متقاطعة ونقشًا متوجًا.
الليتوس هو عصا العراف، يُستخدم لتفسير الظواهر الطبيعية مثل ومضات البرق، ورحلات الطيور، وما إلى ذلك. السيمبولوم مغرفة تُستخدم لصنع القرابين أثناء التضحيات وكان رمزًا شائعًا للكهنة الرومانيين. كان من المؤكد أن هذه الرموز ستُسيئ إلى الحساسيات الدينية اليهودية التي وضعت على العملات يتعين عليهم التعامل معها على أساس يومي.

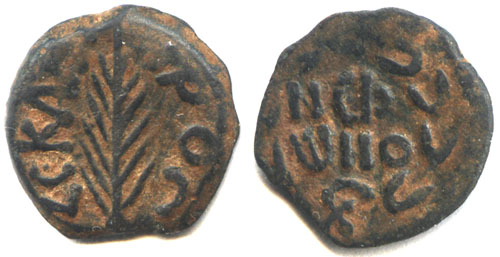
عملة أنطونيوس فيليكس

وفقًا لنقش قيصرية، كرس بيلاطس معبدًا لأوغسطس المُؤلَّه. كتب فيلو أن بيلاطس كان "...قاسيًا، لا يرحم، وعنيدًا... (ولم يرغب) في فعل أي شيء يُرضي رعيته". ذكر يوسيفوس أن بيلاطس نصب دروعًا، مرتبطة أيضًا بعبادة الإمبراطورية الرومانية، تكريمًا لتيبريوس في الهيكل اليهودي في القدس، مما أثار استياءً كبيرًا لدى اليهود، الذين احتجوا حتى أُزيلت.

### أنطونيوس فيليكس
كان فيليكس واليًا على يهودا في عهد كلوديوس. تحمل عملاته أسماء كلوديوس، جوليا أغريبينا، نيرون (قيصر)، وبريتانيكوس.

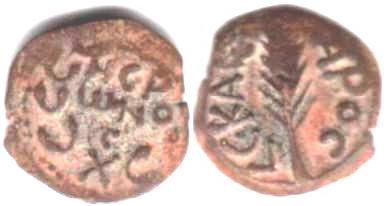
عملة بورسيوس فيستوس

### بورسيوس فيستوس
في عهد الوالي نيرون، أصدر فيستوس نوعًا واحدًا معروفًا من العملات المعدنية، يُظهر الوجه الأمامي منها غصن نخيل والنقش اليونانية KAICAPOC (قيصر)، يُظهر الوجه الخلفي NEPWNOC (نيرون) في إكليل من الزهور.

## التداول
تداولت هذه العملات بشكل رئيسي في يهودا، مع أعلى تركيز لها في القدس، تُشير إلى تداولها خارج نطاقها المقصود. اكتُشفت على جانبي نهر الأردن، وحتى في مواقع بعيدة مثل دورا وأنطاكية.
توقف سك العملات عام 59 ميلادي، مع أن العملات المعدنية ظلت متداولة حتى نهاية الحرب اليهودية الرومانية الأولى (70 ميلادي). أدى دمار الحرب، تدمير القدس، والمعبد عام 70 ميلادي إلى تحول كبير في الإدارة الرومانية، حيث افتقرت العملات اللاحقة إلى النفوذ اليهودي.

## قراءة إضافية
- Gitler، Haim؛ Lorber، Catharine C.؛ Fontanille، Jean-Philippe (2023). The Yehud coinage: a study and die classification of the provincial silver coinage of Judah. Jerusalem: The Israel Numismatic Society. ISBN:9789655982299.

## روابط خارجية
- المكتبة الافتراضية اليهودية
- عرض بروتا في مقر إقامة رئيس دولة إسرائيل
- عملة فاليريوس جراتوس، وجدت في عمواس